# Campeonato Europeu Júnior de Natação de 2000
O Campeonato Europeu Júnior de Natação de 2000 foi a 27ª edição do evento organizado pela Liga Europeia de Natação (LEN). As provas ocorreram entre 27 e 31 de julho de 2000, sendo realizado em Dunquerque na França as provas de natação e em Istambul na Turquia as provas de saltos ornamentais. Nessa edição entrou no cronograma de eventos a prova do trampolim 3 m sincronizado dos saltos ornamentais. Teve como destaque a Alemanha com 11 medalhas de ouro.

## Participantes
- Natação: Feminino de 15 a 16 anos (1985 e 1984) e masculino de 17 a 18 anos (1983 e 1982).
- Saltos Ornamentais: Grupo A é composto por saltadores de 16, 17 e 18 anos (1984, 1983 e 1982), tanto masculino quanto feminino. Grupo B é composto por saltadores de 14 a 15 anos (1986 e 1985), tanto masculino quanto feminino.

## Medalhistas

### Natação
Os resultados foram os seguintes. 
Masculino
| Evento          | Ouro                                                                         | Ouro     | Prata                                                                           | Prata    | Bronze                                                                       | Bronze   |
| 50 m Livre      | Croácia · Duje Draganja                                                      | 22.68    | Itália · Michele Scarica                                                        | 23.08    | Bielorrússia · Anton Naumenka                                                | 22.30    |
| 100 m Livre     | Croácia · Duje Draganja                                                      | 51.16    | Alemanha · Johannes Oesterling                                                  | 51.46    | Chéquia · Kvetoslav Svoboda                                                  | 51.65    |
| 200 m Livre     | Chéquia · Kvetoslav Svoboda                                                  | 1:49.76  | Alemanha · Johannes Oesterling                                                  | 1:51.90  | Rússia · Maksim Kuznetsov                                                    | 1:52.25  |
| 400 m Livre     | Chéquia · Kvetoslav Svoboda                                                  | 3:53.40  | França · Guy-Noël Schmitt                                                       | 3:54.35  | Rússia · Ilia Nikitin                                                        | 3:55.30  |
| 1500 m Livre    | Áustria · Hannes Kalteis                                                     | 15:21.41 | França · Guy-Noël Schmitt                                                       | 15:25.33 | Grécia · Vasileios Demetis                                                   | 15:43.24 |
| 50 m Costas     | Alemanha · Toni Helbig                                                       | 26.14    | Países Baixos · Sander Ganzevles                                                | 26.85    | Itália · Enrico Catalano                                                     | 26.96    |
| 100 m Costas    | Alemanha · Toni Helbig                                                       | 56.45    | Hungria · Viktor Bodrogi                                                        | 56.77    | Países Baixos · Sander Ganzevles                                             | 57.00    |
| 200 m Costas    | Hungria · Viktor Bodrogi                                                     | 2:00.22  | Países Baixos · Sander Ganzevles                                                | 2:00.39  | Reino Unido · David O'Brien                                                  | 2:03.25  |
| 50 m Peito      | Hungria · Mihaly Flaskay                                                     | 28.54    | Croácia · Vanja Rogulj                                                          | 28.60    | Alemanha · Michael Fischer                                                   | 28.79    |
| 100 m Peito     | Alemanha · Michael Fischer                                                   | 1:03.11  | Croácia · Vanja Rogulj                                                          | 1:03.25  | Rússia · Alexei Tiurin                                                       | 1:04.57  |
| 200 m Peito     | Países Baixos · Thijs van Valkengoed                                         | 2:17.25  | Islândia · Jakob Jóhann Sveinsson                                               | 2:18.63  | Rússia · Alexei Tiurin                                                       | 2:18.78  |
| 50 m Borboleta  | Ucrânia · Andriy Serdinov                                                    | 24.75    | Portugal · Ricardo Coxo                                                         | 25.04    | Rússia · Evgeni Korotyshkin                                                  | 25.17    |
| 100 m Borboleta | Ucrânia · Andriy Serdinov                                                    | 53.73    | Rússia · Artur Akhmetov                                                         | 54.88    | Portugal · Ricardo Coxo                                                      | 55.75    |
| 200 m Borboleta | Ucrânia · Sergiy Fesenko                                                     | 2:00.03  | Hungria · Viktor Bodrogi                                                        | 2:00.97  | Itália · Christian Galenda                                                   | 2:02.88  |
| 200 m Medley    | Alemanha · Dirk Mennicke                                                     | 2:04.74  | Reino Unido · James Goddard                                                     | 2:06.73  | Países Baixos · Georgios Dimitras                                            | 2:06.96  |
| 400 m Medley    | Grécia · Vasileios Demetis                                                   | 4:26.62  | Países Baixos · Georgios Dimitras                                               | 4:28.85  | Polónia · Tomasz Dziedzic                                                    | 4:29.32  |
| 4x100 m Livre   | Alemanha · Leif Kruger · Jens Scheiber · Dennis Koch · Johannes Oesterling   | 3:27.29  | Reino Unido · Chris Cozens · Seth Chappels · Matthew Bowe · Robin Francis       | 3:27.89  | França · Franck Ledoux · Germain Cayette · Franck Southon · Quentin Lahana   | 3:27.98  |
| 4x200 m Livre   | Rússia · Taras Kit · Ilia Nikitin · Denis Rodkin · Dima Kuznetsov            | 7:31.33  | Alemanha · Dirk Mennicke · Jens Schreiber · Thomas Reuter · Johannes Oesterling | 7:31.63  | França · Franck Southon · Guy-Noël Schmitt · Mathieu Abbate · Quentin Lahana | 7:33.92  |
| 4x100 m Medley  | Alemanha · Toni Helbig · Michael Fischer · Leif Kruger · Johannes Oesterling | 3:45.82  | Rússia · Dmitri Smirnov · Aleksei Tiurin · Artur Akhmetov · Taras Kit           | 3:47.21  | Portugal · Bruno Freitas · Helder Lopes · Ricardo Coxo · Luis Monteiro       | 3:49.44  |

Feminino
| Evento          | Ouro                                                                                      | Ouro    | Prata                                                                           | Prata   | Bronze                                                                            | Bronze  |
| 50 m Livre      | Finlândia · Hanna-Maria Seppälä                                                           | 26.07   | Países Baixos · Hinkelien Schreuder                                             | 26.14   | Alemanha · Antonia Albers                                                         | 26.47   |
| 100 m Livre     | Finlândia · Hanna-Maria Seppälä                                                           | 56.69   | Países Baixos · Marina Scheepbouwer                                             | 57.54   | Países Baixos · Hinkelien Schreuder                                               | 57.56   |
| 200 m Livre     | Rússia · Irina Oufimtseva                                                                 | 2:02.00 | Hungria · Éva Risztov                                                           | 2:02.96 | Suécia · Ida Mattsson                                                             | 2:03.41 |
| 400 m Livre     | Hungria · Éva Risztov                                                                     | 4:12.12 | Rússia · Irina Oufimtseva                                                       | 4:12.94 | Hungria · Kornelia Kovacs                                                         | 4:16.29 |
| 800 m Livre     | Hungria · Éva Risztov                                                                     | 8:36.54 | Ucrânia · Olga Beresnyeva                                                       | 8:36.73 | Rússia · Irina Oufimtseva                                                         | 8:38.39 |
| 50 m Costas     | Dinamarca · Louise Ørnstedt                                                               | 29.37   | Bielorrússia · Aljaksandra Herasimenja                                          | 29.53   | Bielorrússia · Tatsiana Platkouskya                                               | 29.89   |
| 100 m Costas    | Roménia · Diana Mocanu                                                                    | 1'01"85 | Dinamarca · Louise Ørnstedt                                                     | 1'02"10 | Rússia · Irina Raevskaia                                                          | 1'03"14 |
| 200 m Costas    | Rússia · Irina Raevskaia                                                                  | 2:13.25 | Dinamarca · Louise Ørnstedt                                                     | 2:14.58 | Reino Unido · Louise Coull                                                        | 2:17.14 |
| 50 m Peito      | Alemanha · Desiree Mahle                                                                  | 32.35   | Itália · Roberta Panara                                                         | 33.03   | Reino Unido · Kirsty Balfour Noruega · Anne-Mari Gulbrandsen                      | 33.33   |
| 100 m Peito     | Alemanha · Desiree Mahle                                                                  | 1:10.78 | Reino Unido · Kirsty Balfour                                                    | 1:11.35 | Noruega · Anne-Mari Gulbrandsen                                                   | 1:11.49 |
| 200 m Peito     | Alemanha · Desiree Mahle                                                                  | 2:31.04 | Alemanha · Caroline Ruhnau                                                      | 2:32.10 | Noruega · Anne-Mari Gulbrandsen                                                   | 2:32.74 |
| 50 m Borboleta  | Israel · Vered Borchovsky                                                                 | 27.30   | Países Baixos · Hinkelien Schreuder                                             | 27.50   | Hungria · Orsolya Ferenczy                                                        | 28.07   |
| 100 m Borboleta | Roménia · Diana Mocanu                                                                    | 1:00.19 | Israel · Vered Borchovsky                                                       | 1:00.92 | Polónia · Malgorzata Gembicka                                                     | 1:01.70 |
| 200 m Borboleta | Hungria · Éva Risztov                                                                     | 2:11.20 | Roménia · Diana Mocanu                                                          | 2:12.75 | Polónia · Malgorzata Gembicka                                                     | 2:14.60 |
| 200 m Medley    | Roménia · Diana Mocanu                                                                    | 2:14.42 | França · Sophie De Ronchi                                                       | 2:18.35 | Israel · Vered Borchovsky                                                         | 2:19.40 |
| 400 m Medley    | Espanha · Roser Vives                                                                     | 4:52.62 | Suécia · Ann Berglund                                                           | 4:55.22 | Hungria · Katalin Molnar                                                          | 4:56.65 |
| 4x100 m Livre   | Países Baixos · Hinkelien Schreuder · Brenda Den Hoed · Sara Kuijer · Marina Scheepbouwer | 3:49.77 | Alemanha · Carolin Rolle · Sonja Schoeber · Antonia Albers · Susan Nagelschmidt | 3:51.39 | Suécia · Ida Mattsson · Caroline Steffensen · Mia Ydfors · Ann Berglund           | 3:52.27 |
| 4x200 m Livre   | Rússia · Ekaterina Nassyrova · Olga Boslovenko · Dinara Mingadzhivova · Irina Ufimtseva   | 8:15.98 | Hungria · Viktoria Molnar · Kornelia Kovacs · Claudia Barsi · Éva Risztov       | 8:22.79 | Suécia · Ida Mattsson · Caroline Steffensen · Mia Ydfors · Ann Berglund           | 8:23.63 |
| 4x100 m Medley  | Rússia · Irina Raevskaia · Aleksandra Malanina · Maria Melnikova · Ekaterina Nassyrova    | 4:15.72 | Reino Unido · Louise Coull · Kristy Balfour · Gemma Howells · Lisa Chapman      | 4:16.44 | Alemanha · Christine Bachinger · Desiree Mahle · Adela Suchy · Susan Nagelschmidt | 4:17.05 |

### Saltos ornamentais

#### Grupo A
Masculino
| Evento                              | Ouro                                    | Ouro   | Prata                                     | Prata  | Bronze                                       | Bronze |
| Trampolim 1 m individual            | Ucrânia · Yuri Shlyakhov                | 488.05 | Finlândia · Ville Vahjola                 | 469.00 | Itália · Christopher Sacchin                 | 464.70 |
| Trampolim 3 m individual            | Ucrânia · Yuri Shlyakhov                | 533.70 | Finlândia · Joona Puhakka                 | 529.50 | Rússia · Roman Kormilitsin                   | 498.80 |
| Trampolim 3 m sincronizado cat A +B | Rússia · Roman Kormilitsin · Tiuiunikov | 285.90 | Finlândia · Joona Puhakka · Ville Vahjola | 282.90 | Itália · Michele Benedetti · Emanuele Marini | 464.00 |
| Plataforma 10 m individual          | Grécia · Ioannis Gavrilidis             | 484.55 | Ucrânia · Kramarenko                      | 465.10 | Itália · Michele Benedetti                   | 464.00 |

Feminino
| Evento                              | Ouro                                    | Ouro   | Prata                                   | Prata  | Bronze                                         | Bronze |
| Trampolim 1 m individual            | Alemanha · Heike Fischer                | 385.45 | Itália · Maria Marconi                  | 358.10 | Reino Unido · Tracey Richardson                | 357.65 |
| Trampolim 3 m individual            | Hungria · Nóra Barta                    | 447.20 | Rússia · Irina Zelepoukina              | 418.50 | Alemanha · Heike Fischer                       | 406.30 |
| Trampolim 3 m sincronizado cat A +B | Itália · Tania Cagnotto · Maria Marconi | 259    | Reino Unido · Stacie Powell · Sarah Soo | 237    | Rússia · Svetlana Khitrina · Irina Zelepoukina | 230    |
| Plataforma 10 m individual          | Alemanha · Anna Kiess                   | 382.00 | Rússia · Svetlana Khitrina              | 380.15 | Rússia · Olga Klokova                          | 377.25 |

#### Grupo B
Masculino
| Evento                     | Ouro                              | Ouro   | Prata                             | Prata  | Bronze                     | Bronze |
| Trampolim 1 m individual   | Rússia · Gleb Sergeevič Gal'perin | 345.90 | Rússia · Koltashev                | 327.70 | Ucrânia · Anton Zakharov   | 314.35 |
| Trampolim 3 m individual   | Ucrânia · Anton Zakharov          | 383.85 | Rússia · Gleb Sergeevič Gal'perin | 339.75 | França · Alexis Coquet     | 333.05 |
| Plataforma 10 m individual | Ucrânia · Anton Zakharov          | 318.10 | Alemanha · Toni Adam              | 310.05 | Roménia · Cornel Ardeleanu | 308.80 |

Feminino
| Evento                     | Ouro                                 | Ouro   | Prata                       | Prata  | Bronze                      | Bronze |
| Trampolim 1 m individual   | Bielorrússia · Nastassia Salivonchik | 310.05 | Ucrânia · Olena Fedorova    | 302.50 | Itália · Tania Cagnotto     | 299.90 |
| Trampolim 3 m individual   | Itália · Tania Cagnotto              | 361.30 | Reino Unido · Stacie Powell | 343.30 | Ucrânia · Olena Fedorova    | 339.95 |
| Plataforma 10 m individual | Itália · Tania Cagnotto              | 360.40 | Roménia · Andra Opinca      | 289.55 | Reino Unido · Stacie Powell | 288.75 |

## Quadro de medalhas
| Ordem | País          | Medalha de ouro | Medalha de prata | Medalha de bronze | Total |
| ----- | ------------- | --------------- | ---------------- | ----------------- | ----- |
| 1     | Alemanha      | 11              | 6                | 4                 | 21    |
| 2     | Rússia        | 7               | 7                | 10                | 24    |
| 3     | Ucrânia       | 7               | 3                | 2                 | 12    |
| 4     | Hungria       | 6               | 4                | 3                 | 13    |
| 5     | Itália        | 3               | 3                | 6                 | 12    |
| 6     | Roménia       | 3               | 2                | 1                 | 6     |
| 7     | Países Baixos | 2               | 6                | 3                 | 11    |
| 8     | Finlândia     | 2               | 3                | 0                 | 5     |
| 9     | Croácia       | 2               | 2                | 0                 | 4     |
| 10    | Chéquia       | 2               | 0                | 1                 | 3     |
| 10    | Grécia        | 2               | 0                | 1                 | 3     |
| 12    | Dinamarca     | 1               | 2                | 0                 | 3     |
| 13    | Bielorrússia  | 1               | 1                | 2                 | 4     |
| 14    | Israel        | 1               | 1                | 1                 | 3     |
| 15    | Espanha       | 1               | 0                | 0                 | 0     |
| 15    | Áustria       | 1               | 0                | 0                 | 1     |
| 17    | Reino Unido   | 0               | 6                | 5                 | 11    |
| 18    | França        | 0               | 3                | 3                 | 6     |
| 19    | Suécia        | 0               | 1                | 3                 | 4     |
| 20    | Portugal      | 0               | 1                | 2                 | 3     |
| 21    | Islândia      | 0               | 1                | 0                 | 1     |
| 22    | Polónia       | 0               | 0                | 3                 | 3     |
| 22    | Noruega       | 0               | 0                | 3                 | 3     |
| Total | Total         | 52              | 52               | 53                | 157   |

Legenda
| Recorde mundial       | Recorde mundial (World record)               |                       | Recorde africano                      | Recorde africano (African) |                                           | Q | Classificado por posição (Qualified) |
| Recorde do campeonato | Recorde do campeonato (Championship record)  | Recorde da América    | Recorde da América (Americas)         | q                          | Classificado por melhor tempo (Qualified) |   |                                      |
| Melhor marca do ano   | Melhor marca do ano (World leading)          | Recorde asiático      | Recorde asiático (Asian)              | DNS                        | Não largou (Did not start)                |   |                                      |
| Recorde nacional      | Recorde nacional (National record)           | Recorde europeu       | Recorde europeu (European)            | DNF                        | Não terminou (Did not finish)             |   |                                      |
| Recorde pessoal       | Recorde pessoal do atleta (Personal best)    | Recorde da Oceania    | Recorde da Oceania (Oceania)          | DSQ / DQ                   | Desclassificado (Disqualified)            |   |                                      |
| Recorde da temporada  | Recorde da temporada do atleta (Season best) | Recorde sul-americano | Recorde sul-americano (South America) | NM                         | Sem marca (No mark)                       |   |                                      |